# 아이스크림 콘
아이스크림 콘(ice cream cone) 또는 포크(poke, 아일랜드)는 보통 와플과 비슷한 질감의 웨이퍼로 만들어진 부서지기 쉬운 원뿔 모양의 페이스트리로, 아이스크림을 그릇이나 숟가락 없이 들고 먹을 수 있도록 만들어진다. 브레첼 콘, 설탕 코팅 및 초콜릿 코팅 콘(안쪽 코팅) 등 다양한 스타일의 콘이 만들어진다. 아이스크림 콘이라는 용어는 비공식적으로는 위에 하나 이상의 스쿱이 올려진 콘을 의미하기도 한다.
콘을 만드는 기술은 두 가지가 있는데, 하나는 평평하게 구운 다음 굳기 전에 빠르게 말아 모양을 만드는 것이고, 다른 하나는 원뿔 모양의 틀 안에 넣어 굽는 것이다.

## 역사

### 19세기
단단하게 말아 구운 웨이퍼 형태의 콘은 고대 로마와 그리스 시대부터 존재했다. 정확히 언제부터 디저트, 특히 아이스크림에 사용되기 시작했는지는 명확하지 않다. 일부 역사가들은 19세기 초 프랑스를 아이스크림 콘의 발상지로 지목한다. 1807년 파리 소녀가 간식을 즐기는 삽화가 아이스크림 콘을 묘사하는 것일 수 있으며, 식용 콘은 이미 1825년 쥘리앙 아르샹보가 "작은 와플"로 콘을 말 수 있는 방법을 설명한 프랑스 요리책에 언급되었다. 1846년, 이탈리아계 영국 요리사 찰스 엘메 프랑카텔리의 《더 모던 쿡》은 더 큰 디저트 요리의 일부로 아이스크림 콘을 사용하는 방법을 설명했다.
아이스크림 콘에 대한 가장 확실한 초기 증거는 영국 요리사 아그네스 B. 마셜이 쓴 《마셜 부인의 요리책》(1888)에서 나온다. 그녀의 "크림을 곁들인 코르넷" 레시피에는 "코르넷은 아몬드로 만들어 오븐에서 구웠고, 철판 사이에 눌러 굽지 않았다"고 쓰여 있다. 따라서 마셜은 종종 현대 아이스크림 콘의 발명가로 여겨진다.

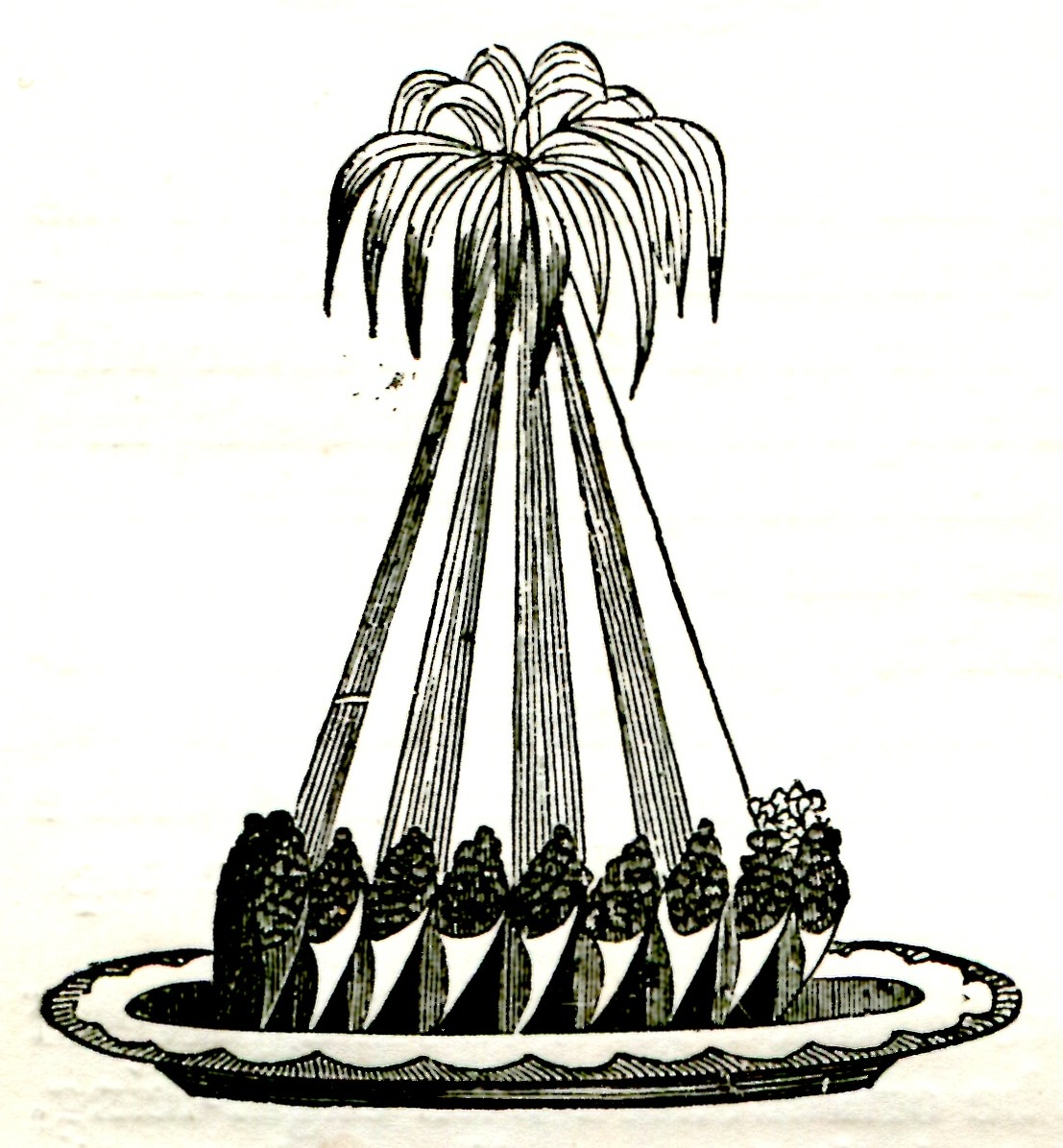
찰스 엘메 프랑카텔리의 《더 모던 쿡》에 실린 체스터필드식 아이스 푸딩(1846년 초판). 이 삽화는 아이스 디저트 바닥에 배열된 아이스크림 콘과 유사한 것을 보여주는 가장 초기 그림 중 하나이다. 프랑카텔리는 콘을 "아이스크림으로 채워진 와플"이라고 묘사했다.

### 20세기

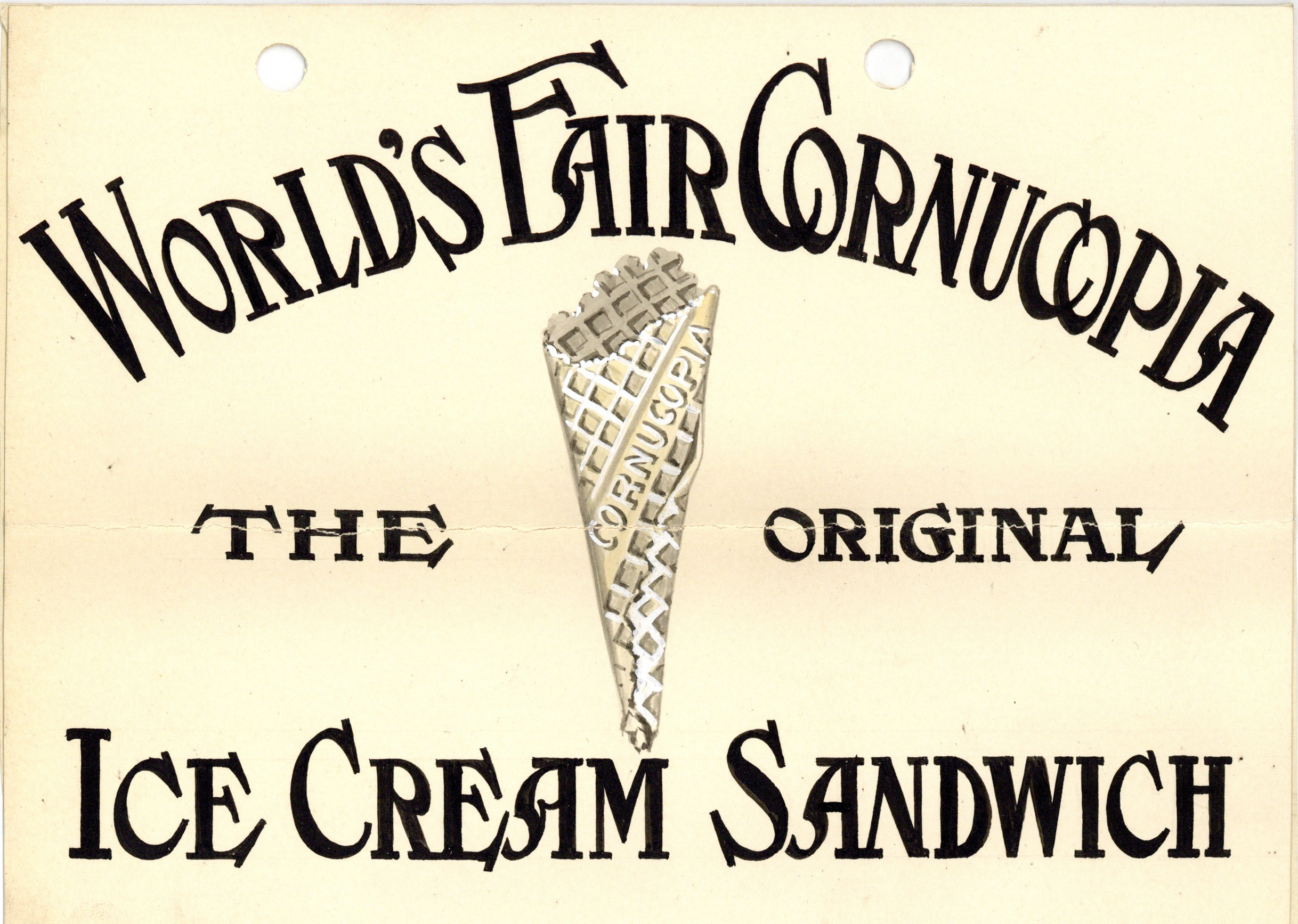
아이스크림 샌드위치 또는 아이스크림 코르누코피아 상표는 미주리 주에 등록되었고 1904년 세인트루이스 세계 박람회에서 소개되었다.

미국에서는 1900년대 초부터 식용 아이스크림 용기가 인기를 얻었다. 1902년과 1903년에는 두 명의 이탈리아 발명가이자 아이스크림 상인이 식용 아이스크림 컵을 위한 틀을 선보였다. 맨체스터 출신의 안토니오 발보나는 컵 모양의 와플기와 유사한 새로운 장치를 "가스레인지 위에 아이스크림용 비스킷 컵을 굽기 위한" 목적으로 특허를 냈다. 다음 해, 뉴욕 출신의 이탈로 마르키오니는 섬세한 와플 반죽으로 더 특이한 컵 모양을 만들 수 있도록 분리 가능한 바닥이 있는 개선된 디자인의 특허를 냈다.
1904년 세인트루이스 세계 박람회에서 한 아이스크림 상인이 종이컵이 다 떨어지자, 에르네스트 A. 함위(Ernest A. Hamwi)라는 시리아 출신 상인이 와플 쿠키를 아이스크림 용기로 말아주는 해결책을 제시했다. 이는 (많은 논란이 있지만) 아이스크림 콘이 대중화된 순간으로 여겨진다. 함위는 몇 년 후 자신만의 콘 제조 회사를 시작했다.
노퍽 (버지니아주)의 에이브 도우마(Abe Doumar)와 도우마 가족도 아이스크림 콘의 발명에 대한 공로를 주장한다. 16세 때 도우마는 문진과 기타 물품을 팔기 시작했다. 어느 날 밤, 그는 벨기에 헨트에서 노퍽으로 이주한 레오니다스 케스테키데스(Leonidas Kestekidès)라는 다른 상인에게서 와플을 샀다. 도우마는 와플을 말아 그 위에 아이스크림 한 스쿱을 올렸다. 그는 세인트루이스 박람회에서 콘을 팔기 시작했다. 그의 "콘"이 성공을 거두자, 도우마는 4개 철판 베이킹 기계를 설계하고 제조했다. 1907년 제임스타운 박람회에서 그와 그의 형제들은 거의 2만 3천 개의 콘을 팔았다. 그 후 에이브는 분당 20개의 콘을 생산하는 반자동 36개 철판 기계를 구입하여 노퍽에 도우마의 콘과 바베큐를 열었는데, 이 가게는 여전히 같은 위치에서 운영 중이다.
2008년, 아이스크림 콘은 미주리주의 공식 주 디저트가 되었다.

### 상업
1912년까지(1912년에 세 번째 특허가 출원됨), 포틀랜드 (오리건주)의 프레더릭 브루크만(Frederick Bruckman)이라는 발명가는 놀라운 속도로 아이스크림 콘을 성형하고 굽고 다듬는 복잡한 기계를 완성했다. 이와 같은 발명은 아이스크림 콘의 도매를 가능하게 했다. 그는 1928년 회사를 나비스코에 매각했고, 나비스코는 2017년 현재까지도 아이스크림 콘을 생산하고 있다. 조이 콘(Joy Baking Group)은 미국에서 가장 큰 아이스크림 콘 생산 업체로, 매년 케이크 콘, 슈가 콘, 와플 콘, 와플 볼을 여러 시설에서 20억 개 이상 생산한다. 이들은 100년 이상의 콘 베이킹 경험을 가진 독립적인 직원 소유 회사로, 많은 아이스크림 사업에 콘을 공급하고 있다. 코너리(The Konery)는 독특한 맛과 색상의 고급 와플 콘을 전문으로 하며, 다양한 아이스크림 가게와 전문 소매점을 위해 자체 콘을 생산한다.

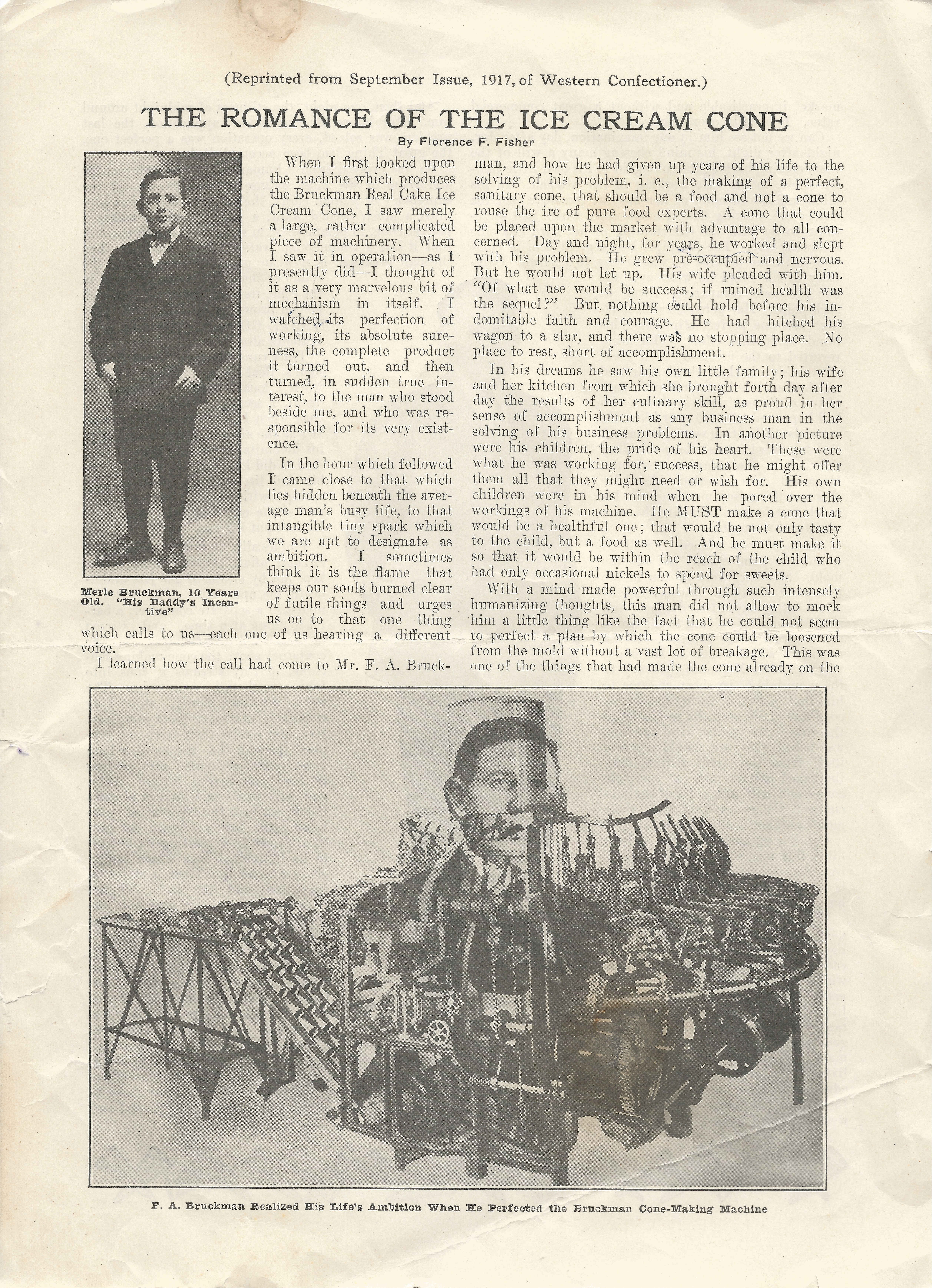
1917년 9월 Western Confectioner에 실린 프레더릭 브루크만의 "진정한 케이크 아이스크림 콘 기계"에 대한 기사의 1페이지
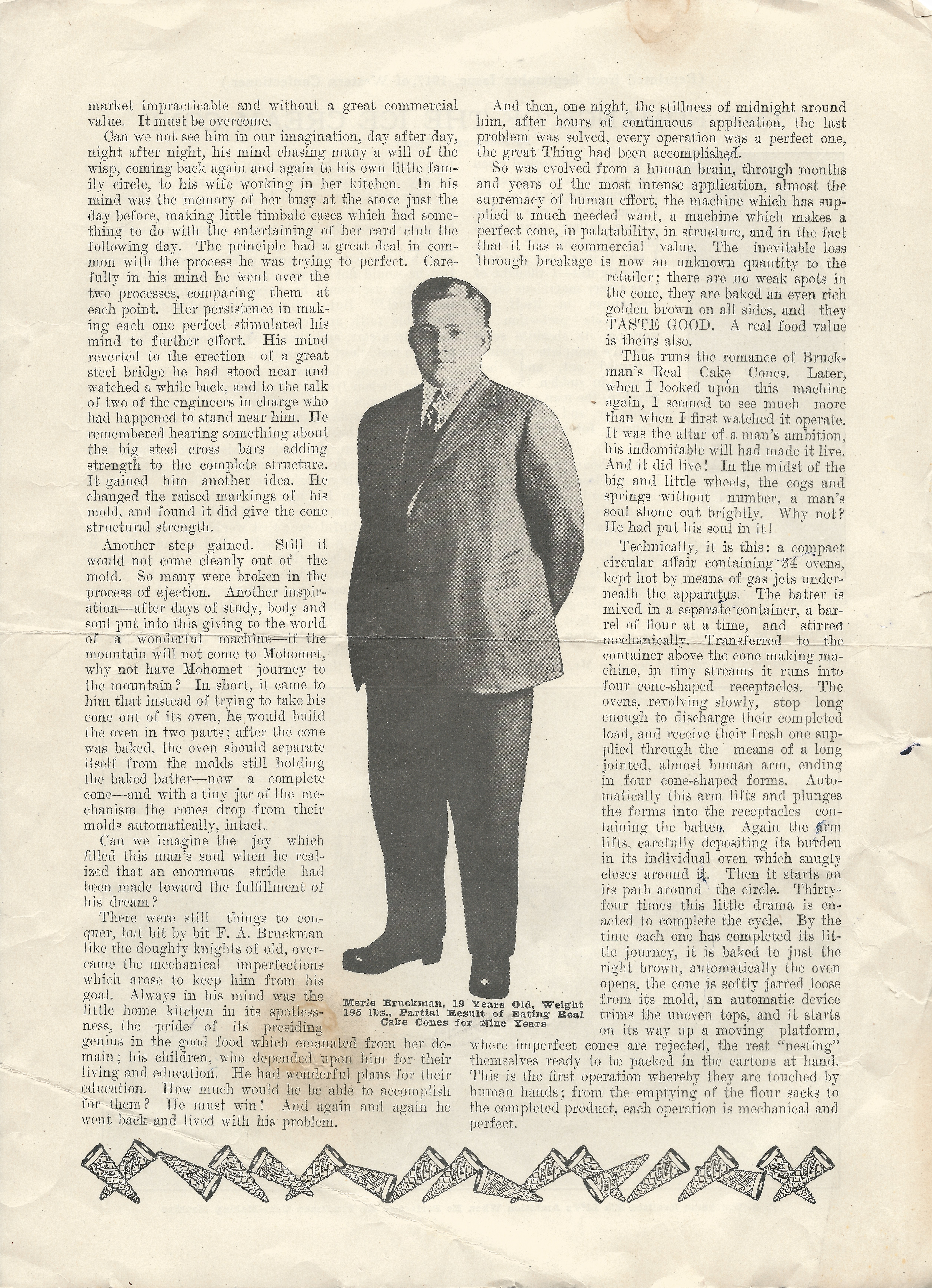
동일 기사의 2페이지

### 사전 채우기
1928년, 포트워스의 J. T. "스터비" 파커는 콘과 아이스크림을 하나의 품목으로 함께 냉동하여 식료품점 냉동고에 보관할 수 있는 아이스크림 콘을 만들었다. 그는 1931년 이 제품을 판매하기 위해 드럼스틱 회사를 설립했고, 1991년 회사는 네슬레에 인수되었다.
1959년, 나폴리에 본사를 둔 이탈리아 아이스크림 제조업체 스피카(Spica)는 와플 콘 내부를 기름, 설탕, 초콜릿 층으로 아이스크림으로부터 단열하는 공정을 발명했다. 스피카는 1960년에 코르네토라는 이름을 등록했다. 초기 판매는 부진했지만, 1976년 유니레버가 스피카를 인수하여 유럽 전역에서 대규모 마케팅 캠페인을 시작했다. 코르네토는 이후 세계에서 가장 인기 있는 아이스크림 중 하나가 되었다.
1979년, 데이비드 와인스틴(David Weinstein)의 새로운 포장 디자인 특허는 상업용 아이스크림 콘의 운송을 더 쉽게 만들었다. 와인스틴의 디자인은 아이스크림 콘을 왁스 종이 포장으로 싸는 것을 가능하게 했다. 이는 콘을 더 위생적으로 만들면서도 운송 중에 종이 포장이 벗겨지거나 콘에 달라붙는 것을 방지했다.

## 갤러리

아이스크림 콘
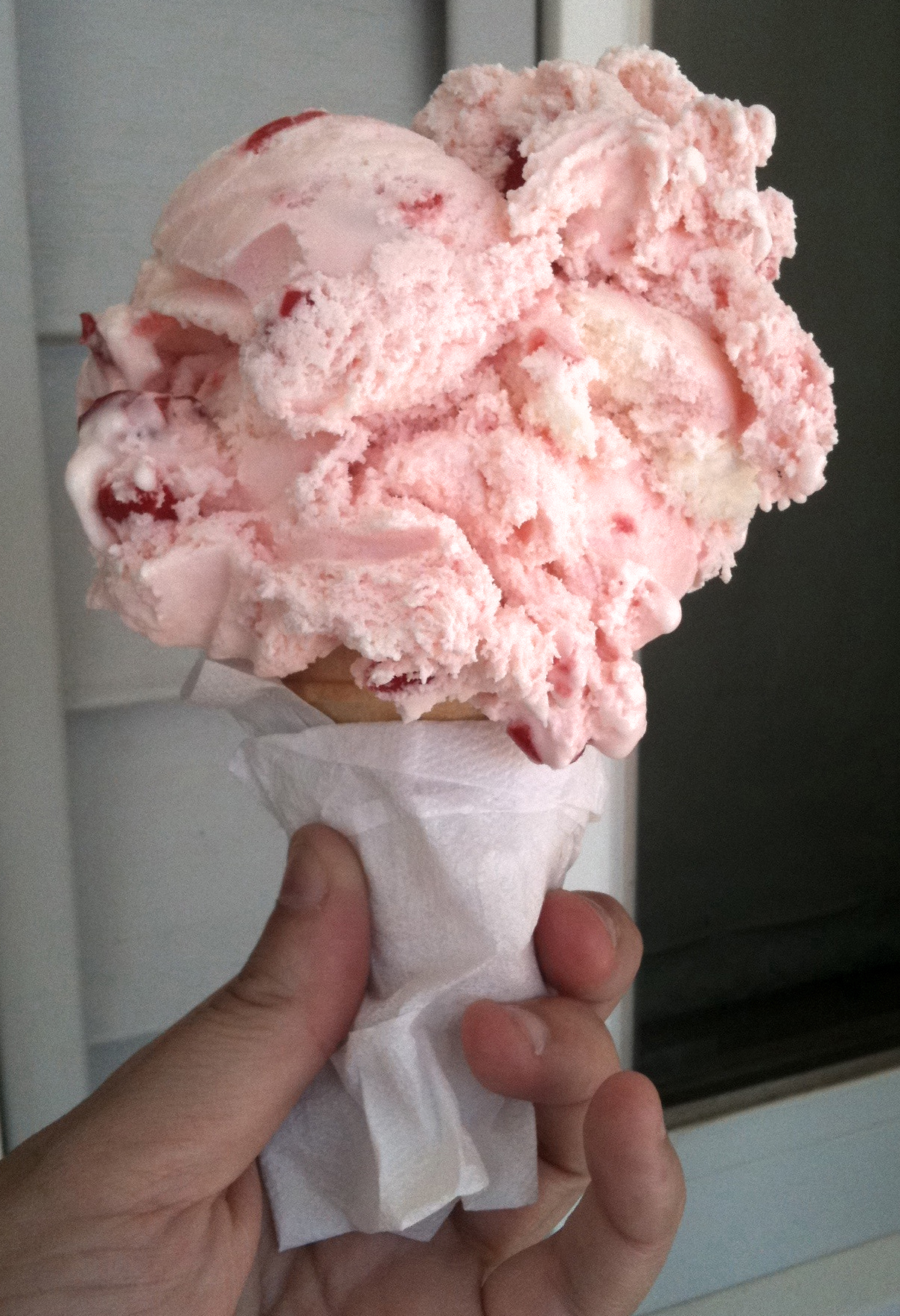
체리 아이스크림 콘
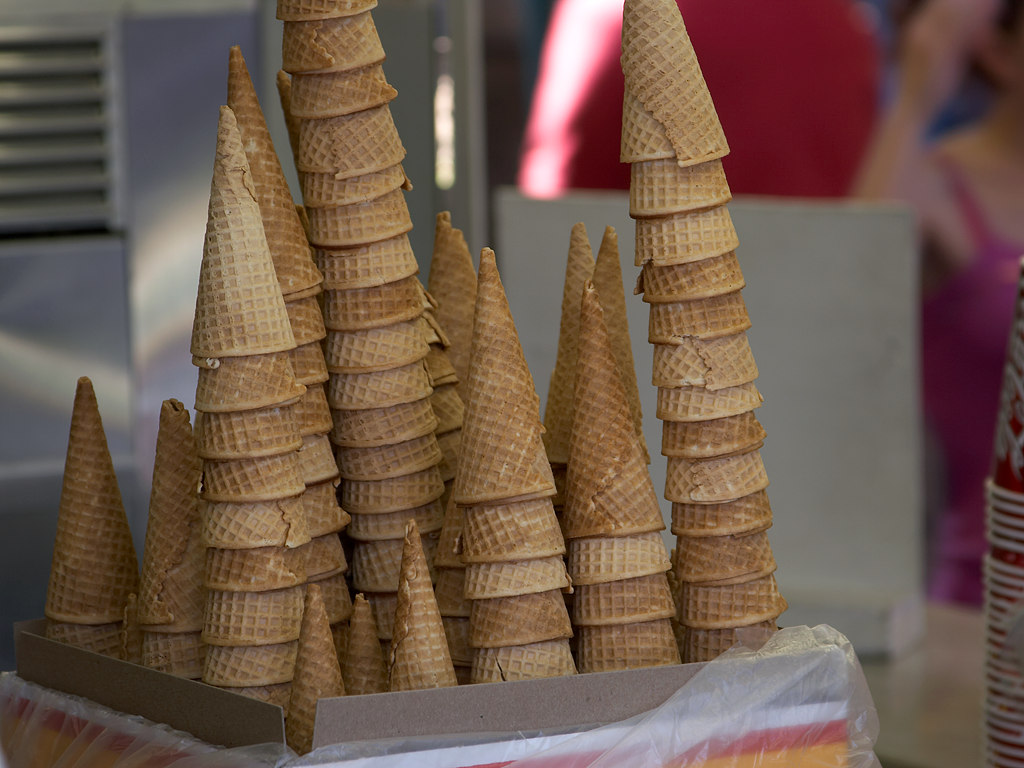
슈가 콘
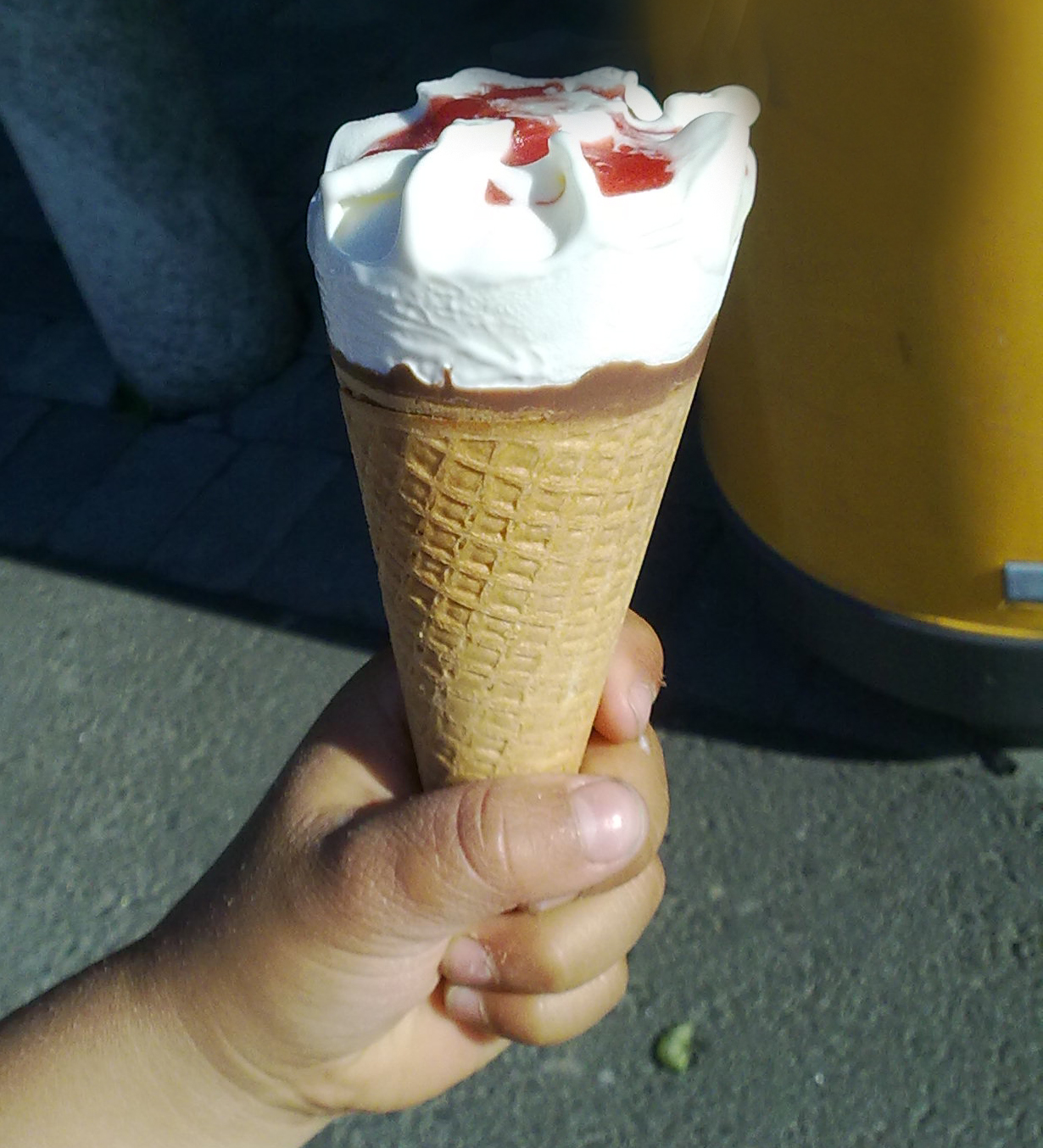
포장 벗긴 사전 채워진 콘
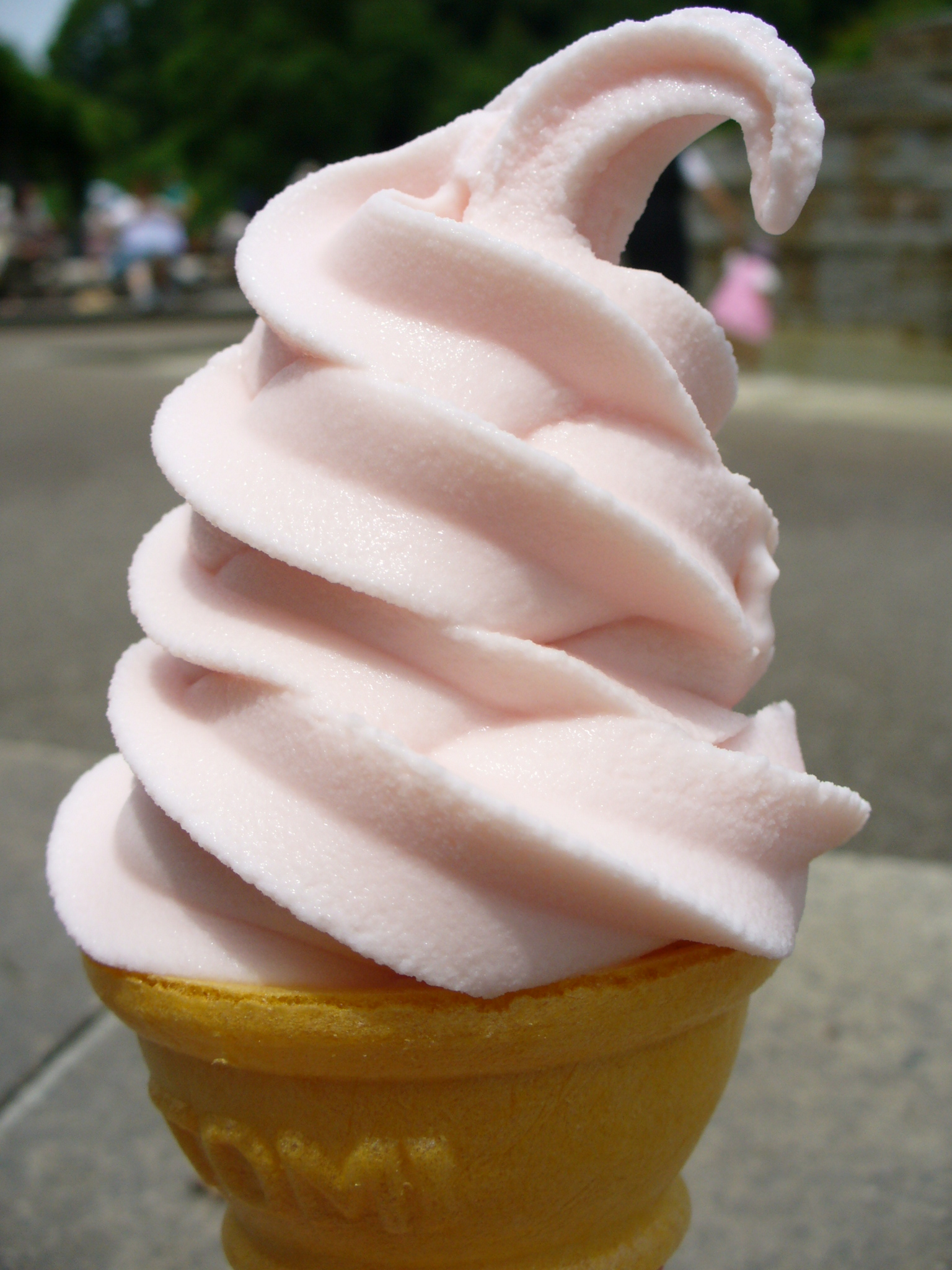
웨이퍼 스타일 콘에 담긴 소프트 아이스크림
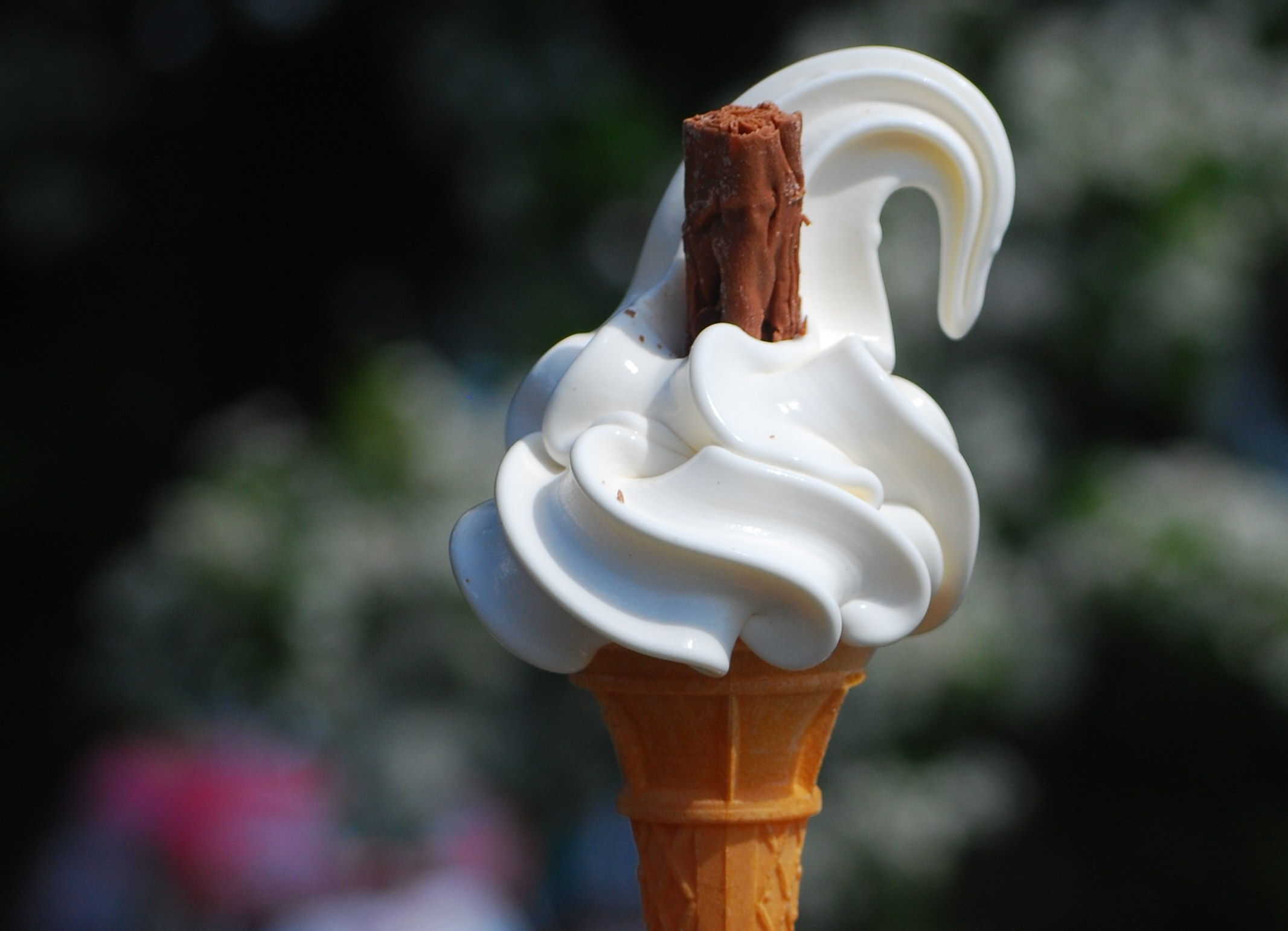
99 플레이크 아이스크림 콘
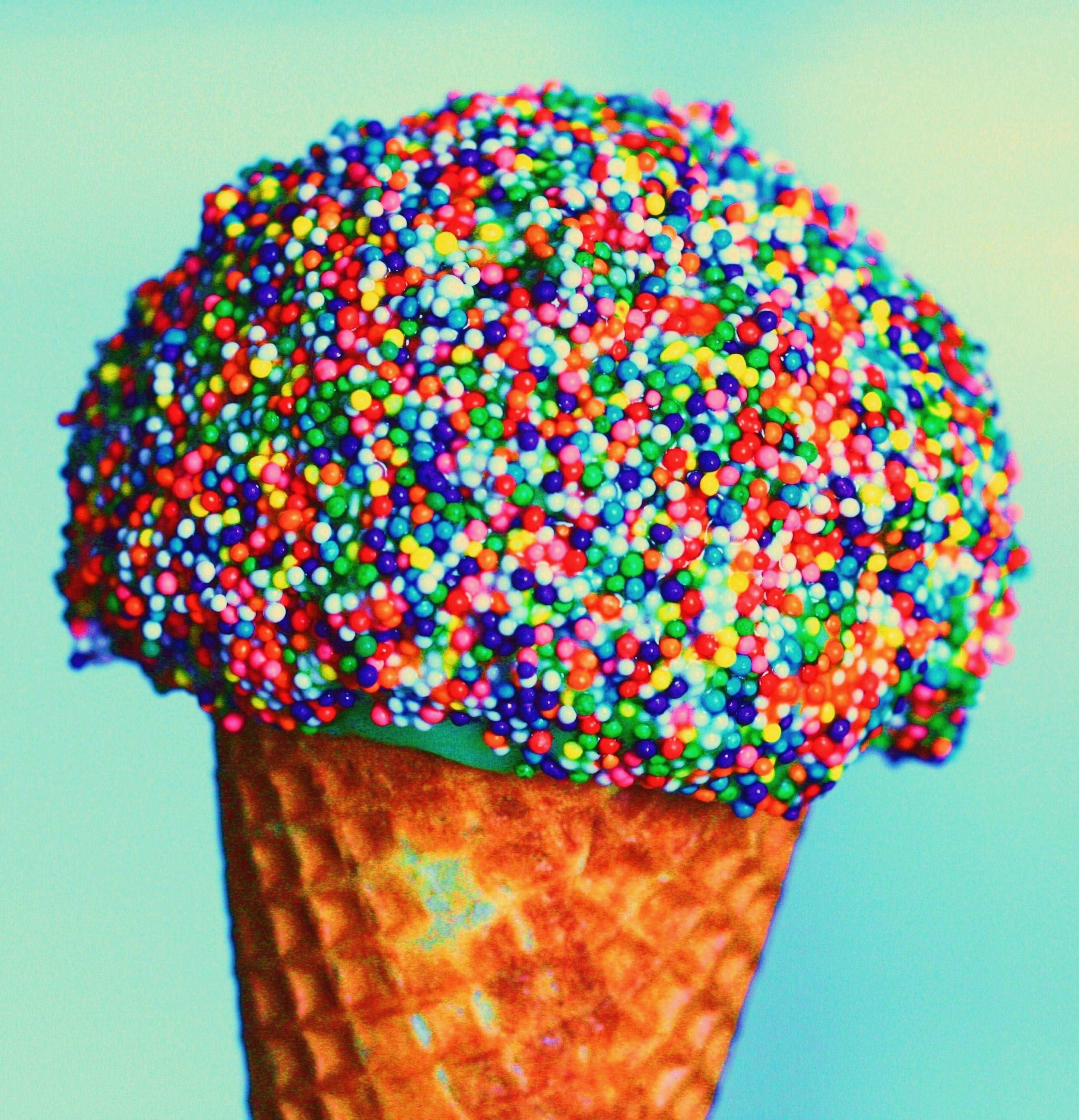
무지개 스프링클을 입힌 슈가 콘
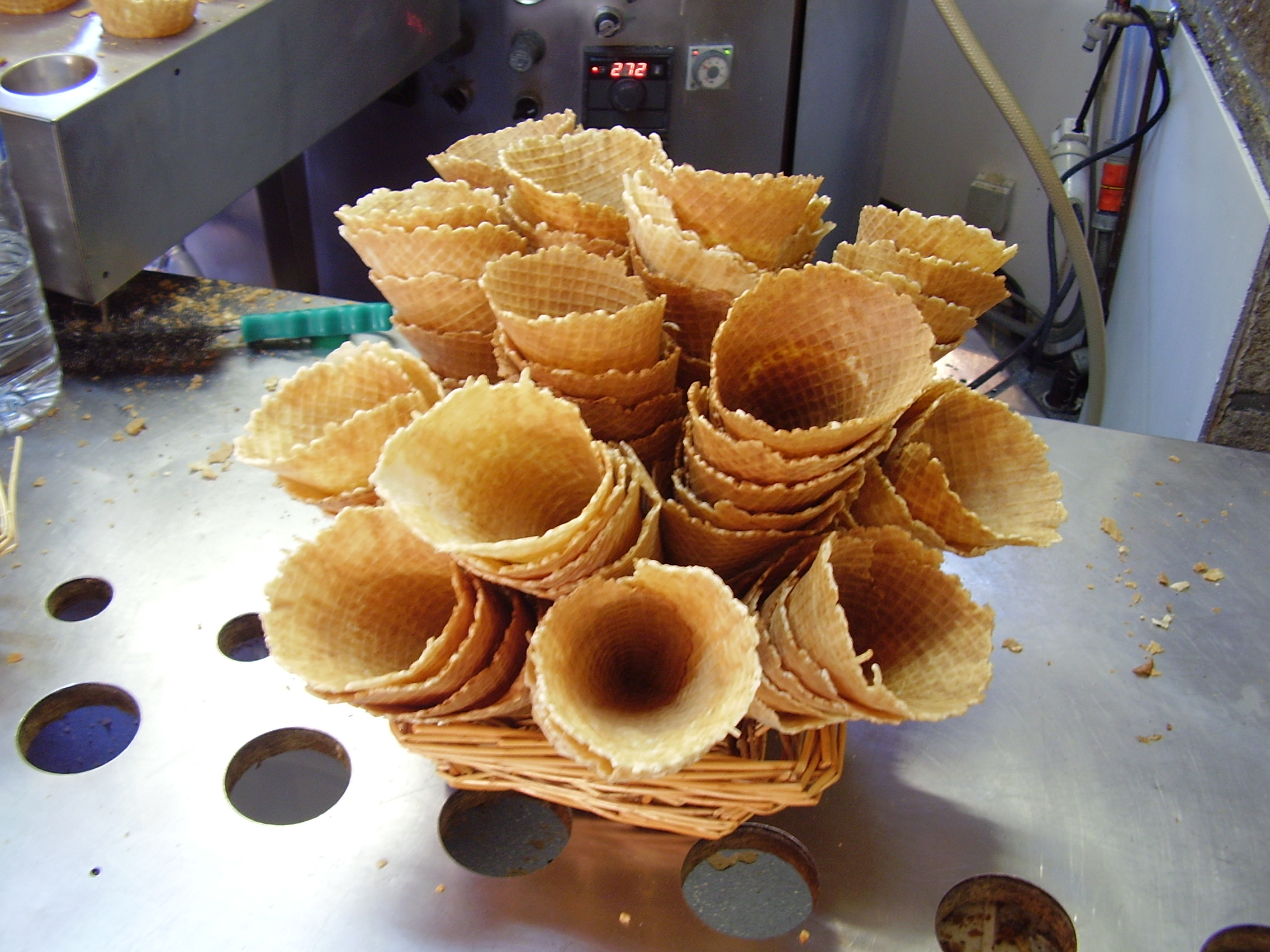
와플 콘
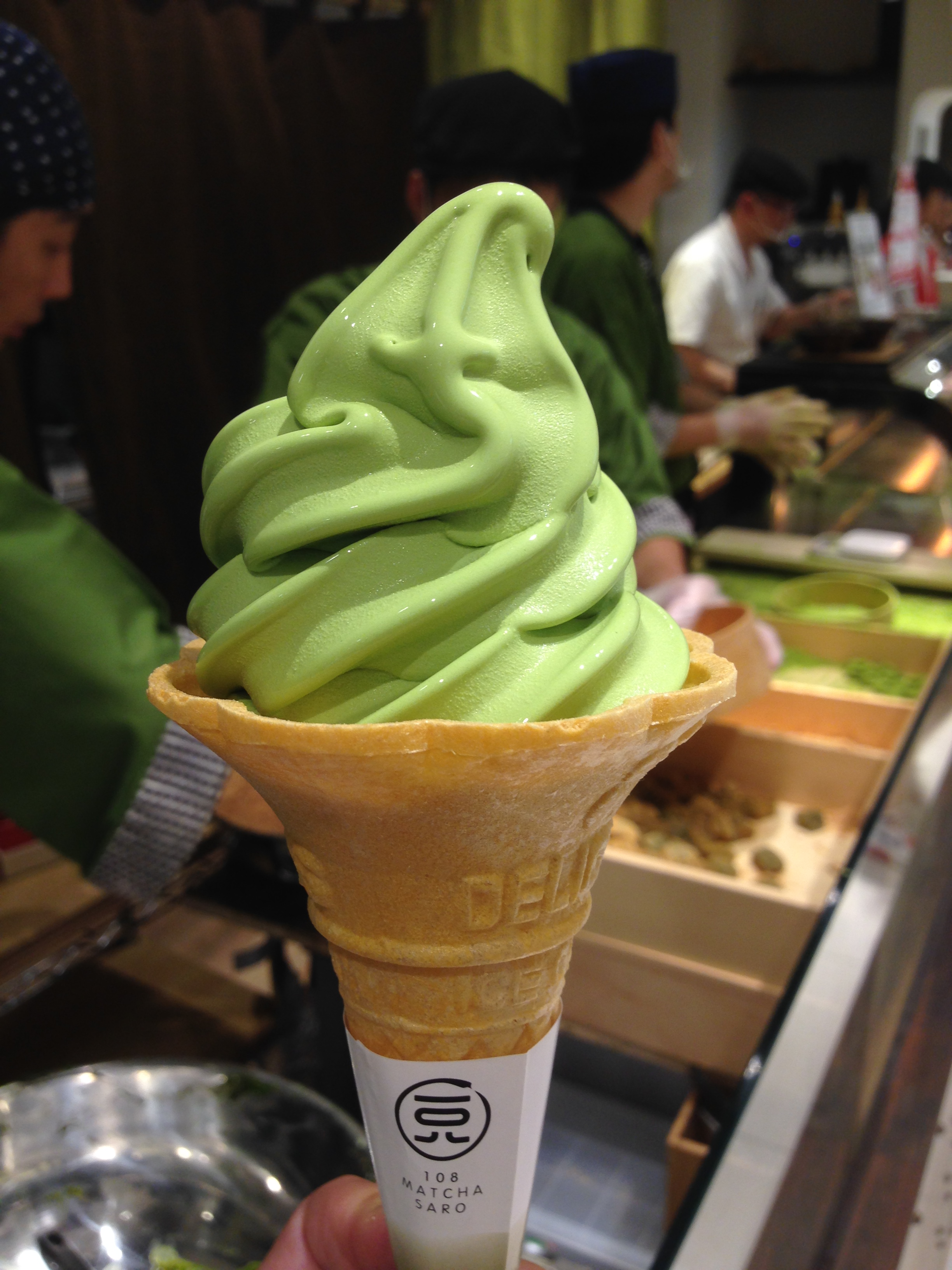
녹차 아이스크림 콘
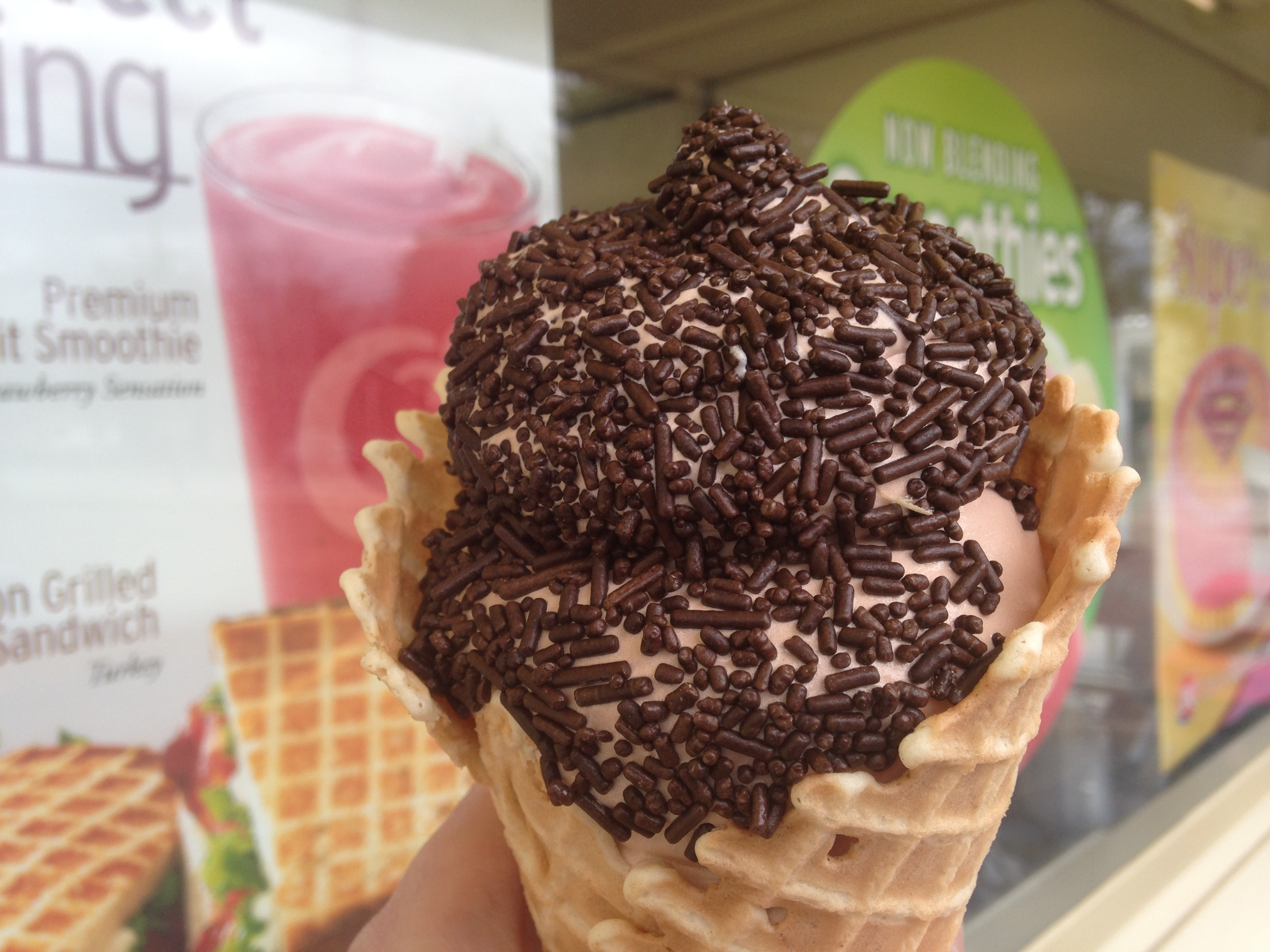
데어리 퀸의 와플 콘에 담긴 초콜릿 소프트 아이스크림과 스프링클

## 같이 보기
- 아이스크림
- 와플
- 웨이퍼